# Andrei Sangheli
Andrei Sangheli (Grinăuți, 20 luglio 1944) è un politico moldavo.
È stato primo mistro della Repubblica Moldova dal 1992 al 1997.